# Hannah Weitemeier

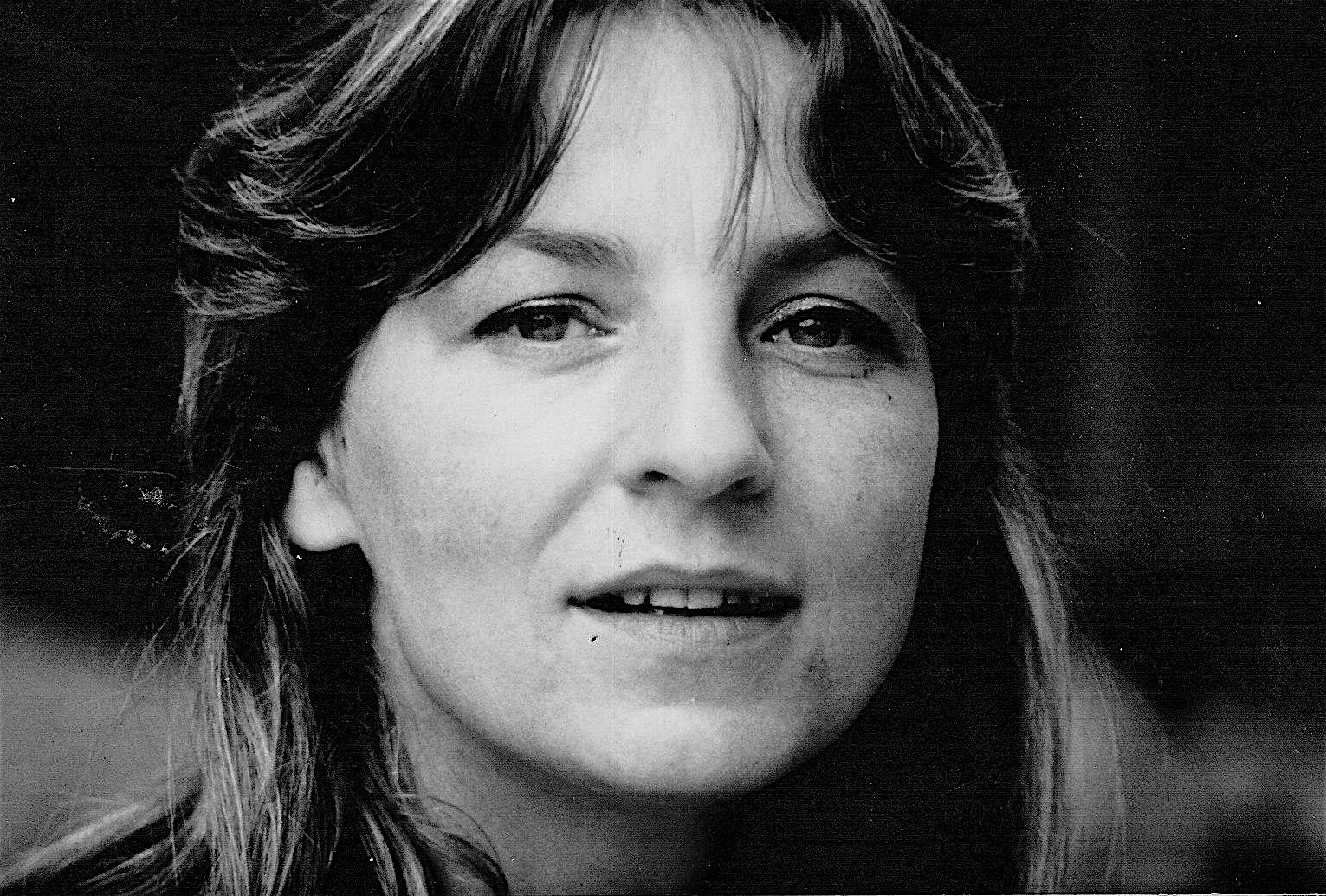
Hannah Weitemeier (1977)

Hannah Weitemeier (* 3. Januar 1942; † 4. September 2013 in Berlin) war eine deutsche Ausstellungskuratorin und Kunsthistorikerin.

## Leben
Weitemeier lebte in den 1960er-Jahren in Frankfurt am Main, arbeitete unter anderem in einem Kinderladen, besuchte gelegentlich Veranstaltungen des SDS sowie Vorlesungen von Adorno. 1967 wurde sie von der Fritz Thyssen Stiftung mit einem Forschungsstipendium zu László Moholy-Nagy unter der Betreuung des Kunsthistorikers Hans Junecke (FU Berlin) unterstützt. Während eines halbjährigen Stipendiums in New York lernte sie Andy Warhol kennen und verbrachte Zeit in der Factory. Unter der Regie von Gerry Schum entstand (in Zusammenarbeit mit Bernhard Höke und Hannah Weitemeier) der Film Konsumkunst – Kunstkonsum als Auftragsproduktion für den WDR, der am 17. Oktober 1968 gesendet wurde. 1969 war Weitemeier als eine von drei Frauen am sogenannten „Busenattentat“ auf Adorno beteiligt. 1974 promovierte sie in Kunstgeschichte an der FU Berlin mit der Dissertation Lászlò Moholy-Nagy 1895 - 1946: Entwurf seiner Wahrnehmungslehre.
Weitemeier arbeitete in den 1980er-Jahren in West-Berlin als Kuratorin und veröffentlichte als Kunsthistorikerin im Jahre 1995 ein Buch über Yves Klein. Ihr Interesse galt vor allem der Düsseldorfer Künstlergruppe ZERO, die von der künstlerischen Praxis der monochromen Bilder von Yves Klein, Piero Manzoni und Lucio Fontana beeinflusst war.
Von 1968 bis 1969 war sie mit dem Videokünstler Gerry Schum verheiratet und von 1972 bis 1982 mit Ronald Steckel. 1974 und 1977 wurden die gemeinsamen Kinder Sita und Jonas geboren.

## Ausstellungen
- 1981: Kuratorin der Ausstellung Schwarz, Kunsthalle Düsseldorf, Düsseldorf[6]
- 1991: Kuratorin der Ausstellung Sammlung Lenz Schönberg, Weserburg Museum für moderne Kunst, Bremen
- 1991: Kuratorin der Ausstellung Sammlung Lenz Schönberg. ... die Kunst von innen bittend ... im Tiroler Landesmuseum, Innsbruck, zusammen mit Günther Dankl[7]

## Schriften
- Avantgarde Osteuropa 1910 bis 1930, Eberhard Roters, Hannah Weitemeier, Deutsche Ges. f. Bildende Kunst, 1967
- Licht-Visionen. Ein Experiment von Moholy-Nagy, Bauhaus-Archiv Berlin; Auflage: 1. (1972), ISBN 978-8-544145-69-2
- H. Weitemeier: Laszlo Moholy-Nagy, Hatje, 1974, ISBN 978-3-775700-95-5
- Ausstellung: François Morellet: 15. Januar bis 20. Februar 1977, Hannah Steckel; Berlin – Staatliche Museen Preußischer Kulturbesitz Nationalgalerie, 1977
- Jannis Psychopedis – Zeichnungen 1976–1978, von Hannah Weitemeier-Steckel, 1978
- Zero. Bildvorstellungen einer europäischen Avantgarde 1958–1964, Texte (dt.) Ursula Perucchi-Petri / Hannah Weitemeier-Steckel / Eugen Gomringer, Ausstellungskat. Kunsthaus Zürich, 1979
- Schwarz: 16. Oktober- 29. November 1981. Verlag Frölich und Kaufmann, Berlin 1981, ISBN 3-88725-035-4
- Rotraut, new paintings: [exhibition] December 3rd, 1987-January 16th, 1988, Pascal de Sarthe Gallery, San Francisco (englisch)
- Zero. Vision und Bewegung ; Werke aus der Sammlung Lenz Schönberg ; Städtische Galerie im Lenbachhaus München, 28.9. – 6.11.1988., München, Städt. Galerie im Lenbachhaus, 1988. (1988)
- Günther Uecker; Künstler – Kritisches Lexikon der Gegenwartskunst, Eine Edition der Verlage Weltkunst und Bruckmann, 1988
- Sammlung Lenz Schönberg. Eine europäische Bewegung in der bildenden Kunst von 1958 bis heute. Hannah Weitemeier (Hrsg.), Stuttgart, Edition Cantz, 1989, ISBN 3-89322-152-2
- Julije Knifer: Mäander 1960-1990, Dany Keller Galerie (1990), ISBN 978-3-923993-19-2
- Kolekcja Lenza Schönberga, Galeria Zachęta, 1992 (polnisch)
- Yves Klein: Körper, Farbe, Immaterialität. Taschen Verlag, 1995
- Otto Piene | Retrospektive 1952–1996, Texte: Hanhardt,  Herzogenrath, Nam June Paik, H. Weitemeier und andere, Herausgeber: Stephan von Wiese und Susanne Rennert, Verlag Wienand, Köln, 1996, ISBN 978-3-87909-468-4
- Stephanie Jünemann 5. Oktober – 2. November 1997, Kunstverein Museum Schloß Morsbroich e.V., Leverkusen; [Georg-Meistermann-Stipendium]
- Mack, Licht im Schwarz, Galerie Schoeller, Düsseldorf, 2001 mit Textbeiträgen von Heinz Mack, Hannah Weitemeier und Bernd Finkeldey
- Zero. Die europäische Vision – 1958 bis heute. Sammlung Lenz Schönberg, Silvia Höller, Hanna Weitemeier (Kuratoren), Innsbruck RLB-Arts, 2003